# Jean Colly
Jean Colly est un homme politique français né le 10 février 1858 à Roche-la-Molière (Loire) et décédé le 3 juillet 1929 à Paris.

## Biographie
Mineur puis ouvrier à la manufacture d'armes de Saint-Étienne, il devient mécanicien à la compagnie de chemins de fer PLM. Révoqué en 1891 à la suite d'une grève, il travaille alors dans une imprimerie. Il est conseiller municipal de Paris de 1896 à 1910 et de 1919 à 1929 et député de la Seine de 1910 à 1914, inscrit au groupe socialiste.
Le 16 juin 1913, au cours du débat sur la loi des Trois ans, il s'oppose à l'allongement du service militaire :

« Je suis un adversaire résolu de toutes les armées, quelles qu'elles soient. Je suis un antimilitariste impénitent. Je dis : « À bas toutes les armées ! » [...]
Je voudrais qu'on brisât tous les fusils et qu'on fondît tous les canons. »

— Jean Colly, cité par Alexandre Niess, Paix, sociétés civiles et parlements : fin XIXe-1939, vol. 26, Rennes, Presses universitaires de Rennes, 2017, 262 p. (ISBN 978-2-7535-5493-1, 2-7535-5493-5 et 2-7535-7490-1, OCLC 1002305034, lire en ligne), p. 86
Jean Colly meurt le 3 juillet 1929 à Paris. Dix mille personnes assistent aux funérailles de cet élu communiste. Jean Garchery au nom de la fraction communiste de l'Hôtel de Ville, puis un délégué de la Fédération des cheminots et Marcel Cachin rendirent hommage à Colly. Après son incinération, il a été inhumé au cimetière du Père-Lachaise (49e division).

## Hommages
Il existe une rue Jean-Colly à Alfortville depuis 10 juillet 1929 (délibération du conseil municipal, ancienne rue de l'Usine), à Saint-Étienne depuis le 27 septembre 1929 et une rue Jean-Colly dans 13e arrondissement de Paris depuis le 27 janvier 1934

## Sources
- « Jean Colly », dans le Dictionnaire des parlementaires français (1889-1940), sous la direction de Jean Jolly, PUF, 1960 [détail de l’édition]